# Lijst van planten in Suriname
Dit is een lijst van planten die voorkomen in Suriname.

## OrdeAlismatales

### FamilieAlismataceae
- Echinodorus bolivianus
- Echinodorus grisebachii - Amazonezwaardplant
- Echinodorus macrophyllus
- Echinodorus paniculatus
- Echinodorus reticulatus (endemisch)
- Sagittaria lancifolia

### FamilieAraceae
- Dracontium spruceanum
- Heteropsis flexuosa - Wilde kamina
- Heteropsis jenmanii - Kamina
- Montrichardia arborescens - Mokomoko
- Philodendron duckei
- Xanthosoma sagittifolium - Tayer

## OrdeNymphaeales

### FamilieNymphaeaceae
- Cabomba aquatica - Waterwaaier

## OrdeApiales

### FamilieApiaceae
- Eryngium foetidum - Stinkdistel

### FamilieAraliaceae
- Schefflera morototoni - Maramara

## OrdeArecales

### FamilieArecaceae
- Astrocaryum jauari
- Astrocaryum paramacca
- Astrocaryum sciophylum - Bugrumaka
- Astrocaryum vulgare - Awarra
- Attalea maripa - Maripapalm
- Attalea speciosa - Babassu-palm
- Bactris brongniartii
- Bactris constanciae
- Bactris elegans
- Bactris setulosa
- Bactris simplicifrons
- Elaeis oleifera - Obe, Amerikaanse oliepalm
- Euterpe oleracea - Pinapalm; de vrucht staat in Nederland bekend als açaí.
- Geonoma baculifera - Taspalm, Tasi
- Geonoma maxima
- Manicaria saccifera - Troeliepalm
- Mauritia flexuosa - Mauritiuspalm, Morisi
- Mauritiella armata
- Oenocarpus bacaba - Koemboepalm
- Syagrus stratincola

## OrdeAsparagales

### FamilieAmaryllidaceae
- Hymenocallis tubiflora

### FamilieIridaceae
- Eleutherine bulbosa

### FamilieOrchidaceae
- Aganisia pulchella
- Braemia vittata
- Brassavola angustata
- Brassavola cucullata
- Cattleya violacea
- Chamelophyton kegelii
- Coryanthes speciosa
- Epidendrum geminiflorum
- Epidendrum microphyllum
- Epidendrum smaragdinum
- Laelia marginata
- Paphinia cristata
- Trichosalpinx egleri
- Vanilla planifolia - Vanille-orchidee

## OrdeAsterales

### FamilieAsteraceae
- Clibadium surinamense - Koenamie

## OrdeBoraginales

### FamilieBoraginaceae
- Cordia laevifrons - Hooglandtafelboom
- Cordia lomatoloba
- Cordia nodosa - Knooptafelboom
- Cordia panicularis
- Cordia sagotii - Hooglandtafrabon

## OrdeBrassicales

### FamilieBataceae
- Batis maritima - Krapéwiwiri

### FamilieCaricaceae
- Carica papaya - Papaya

### FamilieMoringaceae
- Moringa oleifera - Peperwortelboom

## OrdeCaryophyllales

### FamilieAizoaceae
- Sesuvium portulacastrum - Surinaamse zeepostelein

### FamilieAmaranthaceae
- Alternanthera ficoidea
- Blutaparon vermiculare - Strandklaroen

### FamilieCactaceae
- Cereus hexagonus
- Cereus repandus - Appelcactus

### FamiliePolygonaceae
- Triplaris surinamensis - Mira-udu
- Triplaris weigeltiana - Mierenhoutboom

### FamilieRhabdodendraceae
- Rhabdodendron amazonicum

### FamilieTalinaceae
- Talinum fruticosum

## OrdeCelastrales

### FamilieLepidobotryaceae
- Ruptiliocarpon caracolito

## OrdeCucurbitales

### FamilieBegoniaceae
- Begonia glabra - Kowru hati

## OrdeEricales

### FamilieEricaceae
- Cavendishia callista (endemisch in de hooglanden van de Guiana's)

### FamilieLecythidaceae
- Bertholletia excelsa - Paranoot
- Corythophora labriculata
- Couratari guianensis - Ingipipa
- Couratari sandwithii
- Couroupita guianensis - Kanonskogelboom
- Eschweilera boltenii
- Eschweilera collina
- Eschweilera coriacea
- Eschweilera micrantha
- Eschweilera subglandulosa - Manbarklak
- Gustavia augusta - Stinkappel, Laaglandtapuripa
- Lecythis idatimon

### FamilieSapotaceae
- Manilkara bidentata - Balataboom, Bolletrie
- Micropholis guyanensis - Riemhout

### FamilieStyracaceae
- Styrax pohlii
- Styrax tafelbergensis

## OrdeFabales

### FamilieFabaceae
- Abarema commutata
- Acosmium nitens - Watergroenhart, Zwampkaburi, Zwarte zwampkabbes, Sranan watragrin
- Bauhinia guianensis - Sekrepatu trapu
- Bocoa prouacensis
- Calliandra surinamensis
- Copaifera epunctata (endemisch)
- Copaifera guianensis - Hoepelhoutboom
- Cynometra hostmanniana
- Desmodium incanum - Kaimi-klaver
- Dicorynia guianensis - Basralocus
- Diplotropis purpurea - Zwarte kabbes
- Dipteryx odorata - Tonka; de vrucht staat bekend als Tonkaboon
- Elizabetha princeps - Kleinbladige tamarinde, Rode bast-tamarinde
- Eperua falcata - Walaba, Wallaba
- Eperua grandiflora - Kleinbladige walaba
- Eperua jenmanii
- Erythrina fusca - Koffiemama
- Hydrochorea corymbosa
- Hymenaea courbaril - Rode lokus
- Inga calanthoides (endemisch)
- Inga leptingoides (endemisch)
- Lonchocarpus heptaphyllus - Neku udu
- Machaerium lunatum
- Macrolobium amplexans (endemisch)
- Macrolobium stenopetalum (endemisch)
- Marmaroxylon racemosum - Bostamarinde
- Parkia nitida
- Parkia pendula - Kwatakama
- Parkia ulei - Gaan pau
- Peltogyne venosa
- Poecilanthe ovalifolia (endemisch)
- Pseudopiptadenia suaveolens - Pikinmisiki
- Swartzia rediviva (endemisch)
- Vatairea guianensis - Gele kabbes
- Vigna subterranea - Bambaraboon, Awoo-pinda
- Vouacapoua americana - Wakapoe, Akapoe, Bruinhart

### FamilieLeguminosae
- Pterocarpus officinalis - Watrabebe
- Pterocarpus rohrii - Hooglandbebe

### FamiliePolygalaceae
- Moutabea guianensis - Liaanappel
- Polygala longicaulis

## OrdeGentianales

### FamilieApocynaceae
- Ambelania acida - Klopappel
- Aspidosperma excelsum - Wit parelhout
- Aspidosperma helstonei
- Geissospermum sericeum - Boskinine, Bergi bita
- Himatanthus stenophyllus
- Tabernaemontana sananho

### FamilieGentianaceae
- Tachia longipes (endemisch)

### FamilieLoganiaceae
- Antonia ovata - Likahout

### FamilieRubiaceae
- Amaioua guianensis - Grootbladige marmeldoos
- Capirona decorticans
- Cosmibuena grandiflora
- Faramea guianensis - Boskoffie
- Genipa americana - Genipapo, Tapuripa
- Isertia coccinea
- Psychotria ulviformis - Kibri wiwiri
- Spermacoce alata
- Uncaria tomentosa - Katsklauw, Samento

## OrdeLamiales

### FamilieAcanthaceae
- Aphelandra pulcherrima
- Aphelandra scabra
- Avicennia germinans - Zwarte mangrove
- Eranthemum pulchellum - exoot, ingevoerd uit India/Pakistan
- Gynocraterium guianense
- Herpetacanthus rotundatus
- Hygrophila costata
- Hygrophila erecta - exoot uit Maleisië, terechtgekomen in Surinaamse rijstvelden
- Hygrophila surinamensis
- Justicia calycina
- Justicia carthaginensis
- Justicia cayennensis
- Justicia comata - Yaladu
- Justicia coppenamensis
- Justicia laevilinguis - Louisa-wiwiri
- Justicia pectoralis
- Justicia polystachia
- Justicia secunda
- Justicia wilhelminensis (endemisch)
- Lepidagathis alopecuroidea
- Lepidagathis cataractae
- Lepidagathis gracilis
- Lepidagathis medicaginea
- Lepidagathis nickeriensis
- Megaskepasma erythrochlamys (Geïmporteerd uit Colombia/Venezuela.)
- Polylychnis fulgens
- Polylychnis ovata
- Pulchranthus surinamensis (endemisch)
- Pulchranthus variegatus (endemisch)
- Ruellia geminiflora
- Ruellia longifolia
- Ruellia microcalyx
- Ruellia rubra
- Ruellia tuberosa
- Staurogyne fockeana
- Staurogyne miqueliana (endemisch)
- Staurogyne stahelii
- Staurogyne stolonifera
- Staurogyne trinitensis
- Staurogyne wullschlaegeliana (endemisch)
- Thunbergia alata - Suzanne-met-de-mooie-ogen (Exoot, oorspronkelijk afkomstig uit Afrika.)
- Thunbergia fragrans (Exoot, oorspronkelijk afkomstig uit India)
- Thunbergia grandiflora - Grootbloemige thunbergia (Exoot, oorspronkelijk afkomstig uit India en Zuidoost-Azië)
- Trichanthera gigantea - Waterhout

### FamilieBignoniaceae
- Handroanthus serratifolius - Groenhartboom
- Tabebuia insignis - Witte panta
- Tabebuia serratifolia - Groenhartboom

### FamilieGesneriaceae
- Lembocarpus amoenus

### FamilieLamiaceae
- Vitex orinocensis
- Vitex triflora

### FamilieLentibulariaceae
Dit is een familie van vleesetende planten.
- Utricularia adpressa
- Utricularia calycifida
- Utricularia choristotheca
- Utricularia cucullata
- Utricularia determannii
- Utricularia erectiflora
- Utricularia guyanensis
- Utricularia hispida
- Utricularia jamesoniana
- Utricularia lloydii
- Utricularia longeciliata
- Utricularia myriocista
- Utricularia pusilla
- Utricularia sandwithii
- Utricularia simulans
- Utricularia tenuissima
- Utricularia trichophylla
- Utricularia triloba
- Utricularia viscosa

### FamilieVerbenaceae
- Citharexylum spinosum - Hertenrits
- Lippia alba

### FamilieLauraceae
- Aniba panurensis - Manrozenhout
- Aniba percoriacea (endemisch in Centraal-Suriname)
- Aniba rosaeodora - Rozenhoutboom
- Chlorocardium rodiei - Groenhart
- Ocotea aciphylla
- Ocotea puberula
- Persea julianae (endemisch)

## OrdeMagnoliales

### FamilieAnnonaceae
- Annona ambotay
- Annona foetida
- Annona glabra - Zwampzuurzak
- Annona haematantha
- Annona paludosa
- Annona sericea - Boszuurzak
- Cardiopetalum surinamense
- Fusaea longifolia
- Guatteria ferruginea (endemisch)
- Guatteria insignis (endemisch)
- Guatteria scandens - Bosolijf (liaan)
- Rollinia elliptica
- Rollinia exsucca
- Xylopia aromatica

### FamilieMyristicaceae
- Iryanthera sagotiana - Bloedhout
- Virola calophylla
- Virola elongata
- Virola surinamensis - Baboenhout

## OrdeMalpighiales

### FamilieCalophyllaceae
- Marila saramaccana (endemisch)

### FamilieChrysobalanaceae
- Hirtella racemosa - Behaarde kwepi
- Licania canescens
- Licania incana - Savannezaad
- Licania macrophylla
- Parinari campestris

### FamilieClusiaceae
- Platonia insignis - Pakouri
- Rheedia macrophylla - Hooglandpakoeli
- Symphonia globulifera - Mataki

### FamilieDichapetalaceae
- Tapura guianensis

### FamilieEuphorbiaceae
- Croton argyrophylloides
- Croton matourensis - Without, tabakabron
- Croton pullei
- Hevea guianensis (Rubberproducerende boom.)
- Hura crepitans - Zandkokerboom, jabillo, posentri
- Manihot esculenta - Cassave, Maniok
- Micrandra brownsbergensis
- Sagotia racemosa

### FamilieGoupiaceae
- Goupia glabra - Kopie

### FamilieMalpighiaceae
- Byrsonima spicata - Afspraak
- Malpighia emarginata - Acerola

### FamilieOchnaceae
- Elvasia elvasioides

### FamiliePeraceae
- Pera glabrata - Tabocuva

### FamiliePhyllanthaceae
- Jablonskia congesta
- Phyllanthus elsiae - Wilde birambi

### FamilieRhizophoraceae
- Rhizophora mangle - Rode mangrove, Mangro, manguel tam

### FamilieViolaceae
- Payparola guianensis

## OrdeMalvales

### FamilieBixaceae
- Bixa orellana - Orleaanboom

### FamilieMalvaceae
- Apeiba intermedia
- Asterophorum mennegae
- Bombax flaviflorum - Savannekatoen
- Ceiba pentandra - Kapokboom, Kankantri
- Christiana mennegae (endemisch)
- Pachira aquatica - Watercacao
- Pachira flaviflora - Savannekatoen
- Quararibea guianensis
- Sterculia pruriens - Okerhout

## OrdeMyrtales

### FamilieCombretaceae
- Combretum rotundifolium - Apenborstel
- Laguncularia racemosa - Witte mangrove
- Terminalia dichotoma

### FamilieMelastomataceae
- Bellucia grossularioides - Bosmispel
- Miconia albicans
- Miconia fallax
- Miconia prasina
- Mouriri crassifolia - Spijkerhoutboom

### FamilieMyrtaceae
- Eugenia uniflora - Surinaamse kers
- Psidium acutangulum - Coronilla, araçarana

### FamilieVochysiaceae
- Qualea albiflora - Hooglandgronfolo
- Qualea coerulea - Laaglandgronfolo
- Qualea rosea - Berggronfolo
- Vochysia tomentosa - Wanakwari

## OrdeOxalidales

### FamilieElaeocarpaceae
- Sloanea acutiflora (endemisch)
- Sloanea gracilis (endemisch)

## OrdePandanales

### FamilieCyclanthaceae
- Dicranopygium pygmaeum

## OrdePiperales

### FamilieAristolochiaceae
- Aristolochia guianensis
- Aristolochia paramaribensis
- Aristolochia stahelii
- Aristolochia surinamensis

### FamiliePiperaceae
- Piper aduncum
- Piper bartlingianum - Apuku anesi wiwir
- Piper peltatum - Anijsblad

## OrdePoales

### FamilieBromeliaceae
- Aechmea aquilega
- Aechmea lanjouwii (endemisch)
- Aechmea mertensii
- Ananas comosus - Ananas
- Bromelia alta - Bosananas (endemisch)
- Catopsis sessiliflora
- Guzmania altsonii
- Guzmania lingulata
- Guzmania melinonis
- Tillandsia geminiflora
- Tillandsia paraensis
- Tillandsia spiculosa
- Tillandsia stricta
- Vriesea amazonica
- Vriesea splendens

### FamilieCyperaceae
- Cyperus articulatus - Ronde bies
- Cyperus giganteus - Parasolgras
- Cyperus haspan - Dwergpapyrus

### FamiliePoaceae
- Andropogon bicornis - Kautere
- Chloris elata
- Enneapogon scaber
- Gynerium sagittatum
- Oryza glaberrima - Afrikaanse rijst, Blaka alesie
- Oryza sativa - Rijst
- Paspalum conjugatum - Zuurgras
- Saccharum officinarum - Suikerriet
- Sporobolus virginicus - Virginiagras
- Zea mays - Maïs

### FamilieXyridaceae
- Abolboda americana

## OrdePolypodiales

### FamiliePolypodiaceae
- Phlebodium aureum

### FamiliePteridaceae
- Adiantum latifolium

## OrdeRosales

### FamilieCannabaceae
- Celtis iguanaea

### FamilieMoraceae
- Bagassa guianensis - Kaw-udu
- Brosimum acutifolium - Takini, Tamamuri
- Brosimum guianense - Letterhout
- Brosimum lactescens
- Brosimum rubescens - Satijnhout
- Clarisia racemosa
- Ficus albert-smithii
- Ficus insipida
- Ficus maroniensis
- Ficus pakkensis
- Ficus paludica
- Maquira guianensis
- Maquira sclerophylla
- Naucleopsis glabra
- Perebea mollis
- Pseudolmedia laevis
- Sorocea muriculata
- Trymatococcus oligandrus

### FamilieUrticaceae
- Cecropia peltata
- Coussapoa angustifolia
- Coussapoa asperifolia
- Coussapoa latifolia
- Pourouma tomentosa
- Pourouma velutina
- Pourouma villosa
- Boehmeria ramiflora
- Urera laciniata
- Ptychopetalum olacoides

## OrdeSantalales

### FamilieOlacaceae
- Minquartia guianensis - Konthout

### FamilieSantalaceae
- Phoradendron pulleanum (endemisch)

## OrdeSapindales

### FamilieAnacardiaceae
- Anacardium giganteum - Boskasjoe
- Anacardium occidentale - Kasjoeboom
- Loxopterygium sagottii - Slangenhout
- Spondias dulcis - Ambarella, Tahiti-appel
- Spondias mombin - Gele mombinpruim, Mope

### FamilieMeliaceae
- Carapa guianensis - Krappa, Krapa
- Cedrela odorata - Spaanse ceder

### FamilieSapindaceae
- Melicoccus bijugatus - Knippa
- Nephelium lappaceum - Ramboetan
- Paullinia imberbis - Faififinga

### FamilieSimaroubaceae
- Quassia cedron

## OrdeSolanales

### FamilieConvolvulaceae
- Ipomoea batatas - Bataat, Zoete aardappel

### FamilieSolanaceae
- Brunfelsia guianensis - Malasi udu

## OrdeZingiberales

### FamilieHeliconiaceae
- Heliconia acuminata
- Heliconia chartacea
- Heliconia episcopalis
- Heliconia lourteigiae
- Heliconia psittacorum
- Heliconia stricta

### FamilieMarantaceae
- Ischnosiphon arouma - Warimbo, Waluma
- Ischnosiphon leucophaeus
- Koernickanthe orbiculata
- Maranta arundinacea - Pijlwortel, Arrowroot
- Maranta gibba
- Monophyllanthe oligophylla
- Myrosma cannifolia

### FamilieStrelitziaceae
- Phenakospermum guyannense

### FamilieZingiberaceae
- Renealmia alpinia
- Renealmia floribunda - Pikin masusa
- Renealmia monosperma
- Renealmia thrysoidea

## OrdeZygophyllales

### FamilieZygophyllaceae
- Guaiacum officinale (Een van de bomen die pokhout levert.)